# Anderson Peters
Anderson Peters (né le 21 octobre 1997 dans la Paroisse de Saint Andrew) est un athlète grenadien, spécialiste du lancer du javelot, champion du monde en 2019 à Doha et en 2022 à Eugene.

## Biographie

### Débuts
Deuxième des championnats panaméricains juniors de 2015, il s'adjuge la médaille de bronze du lancer du javelot lors des championnats du monde juniors 2016 à Bydgoszcz en établissant un nouveau record de Grenade avec 79,65 m.
En 2018, il remporte la médaille de bronze du lancer du javelot lors des Jeux du Commonwealth, à Gold Coast, avec la marque de 82,20 m. Étudiant à l'Université d'État du Mississippi aux États-Unis, il remporte les championnats NCAA en 2018. Le 5 juin 2019, il remporte de nouveau les championnats NCAA et améliore son record national (et des championnats) avec 86,62 m.

### Champion du monde (2019)
Le 10 août 2019, il remporte la médaille d'or des Jeux panaméricains de Lima en améliorant le record des Jeux et son propre record national avec un jet à 87,31 m. Le 6 octobre, il s'impose lors de la finale du lancer du javelot aux championnats du monde de Doha grâce à un jet à 86,89 m, décrochant ainsi la première médaille d'or mondiale de l'Histoire de la Grenade dans un lancer, et également la deuxième médaille d'or mondiale de son pays après celle remportée par son compatriote Kirani James lors du 400 m des Mondiaux de Daegu en 2011.
En 2021, il s'incline dès les qualifications lors des Jeux olympiques d'été de 2020.

### Deuxième titre de champion du monde (2022)

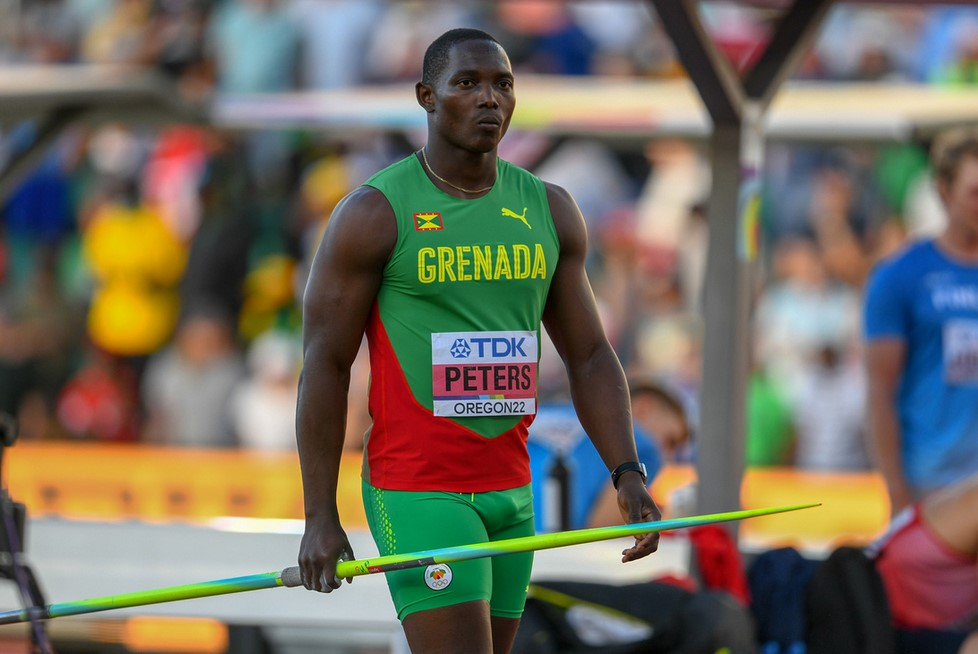
Anderson Peters lors des championnats du monde 2022.

Le 13 mai 2022 lors du meeting de Doha, Anderson Peters devient le cinquième meilleur lanceur de l'histoire en effectuant un lancer à 93,07 m, améliorant de près de 5 mètres son record personnel de 87,31 m datant de 2019, et établissant un nouveau record d'Amérique du Nord, d'Amérique centrale et des Caraïbes. Il franchit deux nouvelles fois la barrière des 90 mètres : le 6 juin 2022, lors du meeting des Fanny Blankers-Koen Games à Hengelo avec 90,75 m, le 30 juin 2022, lors du Bauhaus-Galan à Stockholm avec 90,31 m. 
Aux championnats du monde 2022 à Eugene, Anderson Peters établit le meilleur lancer des qualifications avec 89,91 m. En finale, il prend la tête du concours dès son premier essai en réalisant 90,21 m, performance qu'il améliore à son deuxième essai avec 90,46 m, puis à son sixième et dernier essai avec 90,54 m. Il conserve son titre mondial obtenu à Doha, et devance de plus de deux mètres le champion olympique indien Neeraj Chopra, et le Tchèque Jakub Vadlejch. Deux semaines plus tard, il remporte la médaille d'argent des Jeux du Commonwealth, devancé par le Pakistanais Arshad Nadeem.
Le 10 août 2022, Anderson Peters est violemment agressé par cinq personnes au cours d'une soirée sur un bateau sur l'île de Grenade, mais l'athlète ne souffre que de blessures sans gravité, selon le comité olympique de son pays.
En 2024 il monte sur la troisième marche du podium aux Jeux olympiques de Paris. Il est le 3e Grenadien à obtenir une médaille olympique.

## Palmarès
| Date | Compétition                              | Lieu         | Résultat | Temps   |
| ---- | ---------------------------------------- | ------------ | -------- | ------- |
| 2015 | Championnats panaméricains juniors       | Edmonton     | 2e       | 72,11 m |
| 2016 | Championnats du monde juniors            | Bydgoszcz    | 3e       | 79,65 m |
| 2018 | Jeux du Commonwealth                     | Gold Coast   | 3e       | 82,20 m |
| 2018 | Jeux d'Amérique centrale et des Caraïbes | Barranquilla | 2e       | 81,80 m |
| 2018 | Championnats NACAC                       | Toronto      | 1er      | 79,65 m |
| 2018 | Coupe continentale                       | Ostrava      | 3e       | 80,86 m |
| 2019 | Jeux panaméricains                       | Lima         | 1er      | 87,31 m |
| 2019 | Championnats du monde                    | Doha         | 1er      | 86,89 m |
| 2022 | Championnats du monde                    | Eugene       | 1er      | 90,54 m |
| 2022 | Jeux du Commonwealth                     | Birmingham   | 2e       | 88,64 m |
| 2024 | Jeux olympiques                          | Paris        | 3e       | 88,54 m |

## Records

### Record personnel
| Épreuve           | Temps        | Lieu | Date        |
| ----------------- | ------------ | ---- | ----------- |
| Lancer du javelot | 93,07 m (AR) | Doha | 13 mai 2022 |

### Meilleures performances par année
| Année | Distance | Date            | Lieu            | Rang |
| ----- | -------- | --------------- | --------------- | ---- |
| 2013  | 61,44 m  | 24 août 2013    | Medellín        |      |
| 2015  | 74,20 m  | 28 juin 2015    | Port-d'Espagne  |      |
| 2016  | 79,65 m  | 23 juillet 2016 | Bydgoszcz       |      |
| 2017  | 84,91 m  | 2 juillet 2017  | Saint-Georges   | 20   |
| 2018  | 82,82 m  | 6 juin 2018     | Eugene (Oregon) | 23   |
| 2019  | 87,31 m  | 10 août 2019    | Lima            | 8    |
| 2020  | 80,50 m  | 1er août 2020   | Saint-Georges   | 33   |
| 2021  | 85,98 m  | 4 août 2021     | Paris           | 11   |
| 2022  | 93,07 m  | 13 mai 2022     | Doha            | 1    |